# Marphysa regalis
Marphysa regalis är en ringmaskart som beskrevs av Addison Emery Verrill 1900. Marphysa regalis ingår i släktet Marphysa och familjen Eunicidae. Inga underarter finns listade i Catalogue of Life.